# 春夏秋冬又一春
《春夏秋冬又一春》是2003年上映的韩国电影，由金基德自导自演。曾获得2003年青龙电影奖最佳电影和2004年大钟奖最佳电影。吳永洙、夏汝真、金永敏、金基德、徐在京主演。

## 劇情
河心島上的佛寺，只有老方丈跟小沙彌兩人。小沙彌閒著無聊把小魚、青蛙跟蛇綁上了石頭，方丈看見了卻不發一語。小沙彌睡覺時，方丈也把小沙彌綁上了石頭，並命小沙彌背著這石頭行走、找到那些被欺負的動物，並讓它們解下重擔。小沙彌才意識到自己的惡作劇已經困擾了動物，果然有小動物因而死亡，小沙彌非常後悔，決定再也不殺生。
小沙彌十七歲了，也變成一個風度翩翩的少年和尚了。此時，廟裏來了一個養病的信女，信女年輕貌美，荷爾蒙作祟使和尚充滿了躁動，與少女也因為朝夕相處而產生情愫，不久和尚與少女乾柴烈火似地發生了關係，兩人每天郎情妾意，好不快活。方丈發現後，為了讓和尚能繼續堅守梵行，不再邪淫，就找個藉口把少女送回家了。但和尚已經無法壓抑慾火，於是攜帶著一尊佛像，偷跑下山還俗了。
孰料好景不常，幾年後，和尚回廟裏了。原來當年他也順利結婚，孰料愛人見異思遷，即刻偷情出軌，使他不能忍耐，最後把愛人殺了，被警方通緝，只好逃回廟裏。方丈痛責這個和尚，並命令他在地板上雕刻《般若波羅蜜多心經》，以贖去罪業。和尚在雕刻過程，心中更是浪潮洶湧。此時不知何故，警察得到線報，追到廟裏，方丈向警察請求，希望能雕刻完再抓人，警察同意了。和尚雕著雕著，發現自己逐漸靜下心來，突然領悟了一切，雕好之後，就隨著警察走了。方丈也領略人生的無常，在警察走後，在五官上貼上了紙，然後自焚而圓寂了。
和尚出獄後，回到這河心古廟中，再度出家。他一人苦修，整理廟宇，過著閒雲野鶴的生活。不久，一名蒙面婦女來拋棄嬰兒，卻意外跌落冰洞而溺死，和尚大吃一驚，留下了孩子。而這孩子也變成了新的小沙彌。
新的小沙彌愈長愈大，也開始調皮了。他用石頭直接塞進魚、青蛙和蛇的嘴裡。和尚與沙彌似乎又面臨到命運的輪迴了，深山中的古寺風月依然，日復一日，春去春回。

## 演員表
- 吳永洙 飾 老和尚
- 金基德 飾 和尚 冬
- 金永敏 飾 和尚 秋
- 徐在京 飾 和尚 夏
- 김종호 飾 和尚 春
- 夏汝真 飾 女孩
- 金正英 飾 女孩母
- 池大韓 飾 警察
- 崔珉 飾 警察
- 박지아 飾 嬰兒母
- 송민영 飾 嬰兒